# 茨城県道126号尾崎境線

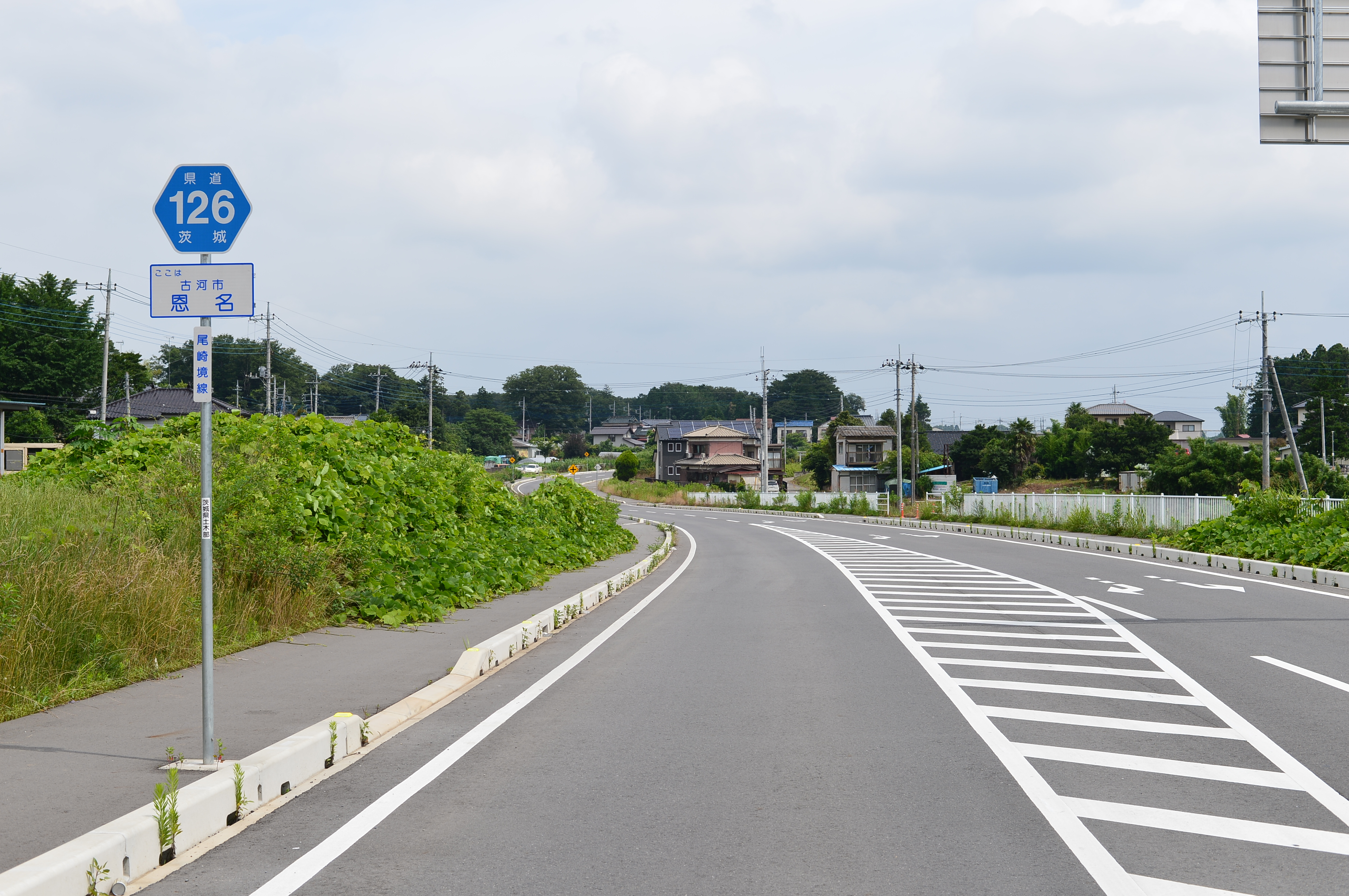
茨城県道126号尾崎境線
2013年に開通した古河市恩名のバイパス区間（2014年7月）

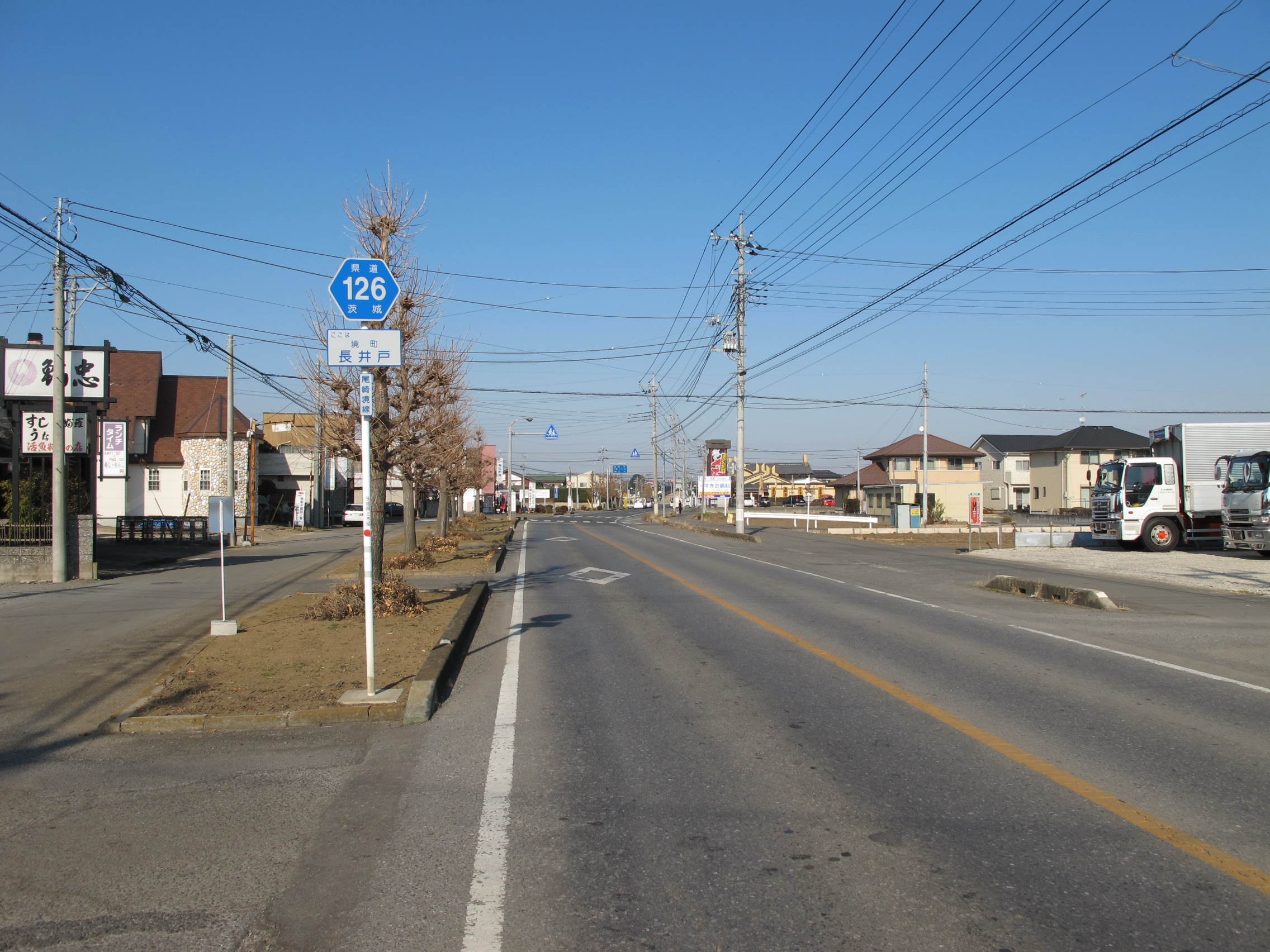
境町長井戸（2012年1月）

茨城県道126号尾崎境線（いばらきけんどう126ごう おざきさかいせん）は、茨城県古河市尾崎から猿島郡境町に至る一般県道である。

## 概要
茨城県古河市尾崎の尾崎交差点を起点として境町方面へ南下し、古河市谷貝の谷貝東交差点で茨城県道17号結城野田線と接続する。谷貝東交差点より猿島郡境町大字長井戸まで茨城県道17号と重複して、ここより再び分岐し単独区間となって境町市街地を通り、終点である国道354号交点の仲町交差点まで至る一般県道である。

### 路線データ
- 起点：茨城県古河市尾崎1288番の5（国道125号交点、茨城県道23号筑西三和線終点　尾崎交差点）[1]
- 終点：茨城県境町仲町東側1549番（国道354号交点　仲町交差点）[1]
- 総延長：11.701 km[2]
- 重用延長：2.058 km[2]
- 未供用延長：なし[2]
- 実延長：9.643 km[2]
- 自動車交通不能区間延長[注釈 1]：なし[2]

## 歴史
1972年（昭和47年）3月1日、主要地方道である県道下館三和線の路線認定に伴い、その前身にあたる県道新宿新田境線を廃止して、新宿新田境線の残存区間にあたる、猿島郡三和町大字尾崎（現：古河市尾崎）を起点とし、猿島郡境町の終点までの区間について茨城県が路線認定した県道である。1995年（平成7年）に茨城県道の路線再編が行われた際に、整理番号が変更されて整理番号145から整理番号126となり、現在に至る。

### 年表
- 1959年（昭和34年）10月14日
  - 本路線の前身にあたる県道新宿新田境線（結城市大字新宿新田 - 猿島郡境町、図面対象番号85）が路線認定される[3]。
- 1972年（昭和47年）3月1日
  - 現在の路線である尾崎境線（整理番号145）が路線認定される[4]。
  - 猿島郡三和町大字尾崎 - 猿島郡境町仲町東側の区間（延長13.128 km）が道路区域に決定、供用開始[1]。
  - 前身にあたる新宿新田境線（結城市大字新宿新田 - 猿島郡境町、整理番号145）を廃止[5][注釈 2]。
- 1995年（平成7年）3月30日：整理番号145から現在の番号（整理番号126）に変更される[6]。
- 2010年（平成22年）12月27日：古河市名崎地内のバイパスを一部供用開始[7]
- 2013年（平成25年）3月26日：古河市恩名地内において幅員が狭いうえカーブが多く、歩道も未整備であった現道に代わるバイパス道（1.56 km）が開通[8][9]。
- 2017年（平成29年）2月16日：古河市江口 - 同市恩名（主要地方道つくば古河線交点）の旧道区間（1.377 km）が県道指定解除され、古河市道に降格[10]。
- 2018年（平成30年）4月1日：古河市江口 - 同市恩名の区間を、通行する車両の最大重量限度25トンの道路に指定[11]。

## 路線状況
かつて路線指定されていた古河市恩名地内の旧道は、幅員が狭いうえカーブが多く歩道も未整備で危険でることからバイパス整備事業が行われており、2013年3月までにバイパス全体うち延長1.56 km区間が供用されている。
道路法の規定に基づき、は、緊急輸送道路として機能を維持するため、災害発生時の被害拡大防止を目的に道路用地内に電柱を建てることが制限されている。
- 猿島郡境町松岡町（茨城西南医療センター病院） - 同（一般県道若境線交差）[13]
- 猿島郡境町長井戸（境町道交差：長井戸西交差点） - 猿島郡境町長井戸（境町道交差）[14]

### 重複区間
- 茨城県道56号つくば古河線（古河市恩名地内）
- 茨城県道17号結城野田線（古河市谷貝・谷貝東交差点 - 境町大字長井戸）

### 道路施設
- 名崎橋：古河市恩名の飯沼川に架かる桁橋。1980年（昭和55年）12月に旧橋から現橋に架け替えられた[15]。
- 米倉橋（こみくらはし）：古河市東山田の西仁連川に架かる鉄鋼構造の桁橋。昭和47年7月竣功。

## 地理

### 通過する自治体
- 茨城県
  - 古河市 - 猿島郡境町

### 交差する道路
- 茨城県道56号つくば古河線（古河市恩名）
- 茨城県道125号中里坂東線（古河市東山田　東山田交差点）

### 沿線
- 古河市立三和東中学校（古河市尾崎）
- 茨城県自動車学校境校（猿島郡境町）
- 茨城境郵便局（猿島郡境町）
- 境町立境小学校（猿島郡境町）